# PGC 66117
LEDA/PGC 66117 ist eine cD-Galaxie vom Hubble-Typ E im Sternbild Indianer am Südsternhimmel. Sie ist schätzungsweise 236 Millionen Lichtjahre von der Milchstraße entfernt und gilt als Mitglied der dreizehn Galaxien zählenden NGC 7038-Gruppe (LGG 441).